# Montherod
Montherod är en ort i kommunen Aubonne i kantonen Vaud, Schweiz. Orten var före den 1 januari 2021 en egen kommun, men inkorporerades då in i kommunen Aubonne.